# Nedo Fiano
Nedo Fiano (Firenze, 22 aprile 1925 – Milano, 19 dicembre 2020) è stato un attivista, superstite dell'Olocausto, imprenditore e scrittore italiano, sopravvissuto nel campo di concentramento di Auschwitz e tra i più attivi testimoni dell'Olocausto in Italia.

## Biografia

### Primi anni
Nato a Firenze da Olderigo Fiano (Siena, 19 settembre 1889 - Campo di Concentramento di Auschwitz, 3 ottobre 1944) e Nella Castiglioni (Firenze, 5 luglio 1890 - Campo di Concentramento di Auschwitz, 23 maggio 1944), aveva un fratello maggiore, Enzo. Dopo la promulgazione delle leggi razziali fasciste nel 1938 dovette abbandonare la scuola, tredicenne, perché di religione ebraica. Proseguì gli studi presso una piccola scuola organizzata autonomamente all'interno della comunità ebraica fiorentina. Cinque anni dopo l'Italia firmò l'armistizio con gli Alleati, mentre i tedeschi occuparono l'Italia centro settentrionale. Fiano e la sua famiglia, tutti di origine ebraica, fuggirono da casa cercando rifugio nelle dimore di amici. Dopo le difficoltà incontrate nel trovare una dimora, trovarono ospitalità presso la casa di un amico del padre (Armando Sontes).
Il 6 febbraio 1944, all'età di 18 anni, la polizia fascista lo arrestò mentre passeggiava in via Cavour a Firenze e lo rinchiuse nel carcere della città per il suo essere ebreo. Successivamente venne trasferito al campo di transito di Fossoli, insieme con altri undici membri della sua famiglia.

### Deportazione
(Dalla testimonianza di Nedo Fiano)
Il 16 maggio 1944 fu deportato, insieme con tutti i suoi familiari arrestati, presso il campo di concentramento di Auschwitz.

#### Viaggio
Il viaggio durò sette giorni all'interno di un vagone usato per il trasporto di bestiame, senza sapere cosa stesse succedendo e il perché. Alle sei del mattino dell'ottavo giorno il treno si fermò e le persone all'interno del vagone caddero una sopra l'altra. All'entrata del campo, Fiano intravide, immerse nel buio, solo quattro ciminiere riconducibili alla presenza di un complesso industriale.
Ad Auschwitz arrivò il 23 maggio. La sua matricola di prigioniero era A5405.

#### La vita nel campo
Una volta raggruppati, gli ignari internati erano divisi tra uomini e donne. Le persone venivano messe in fila e si decideva la loro sorte. La madre di Fiano morì il giorno stesso dell'arrivo al campo, mandata nelle camere a gas. Le persone mandate alle camere a gas dovevano attraversare tre camere differenti. Nella prima, un complesso di docce, venivano fatte spogliare; nella seconda erano radunate e controllate in caso avessero nascosto qualche cosa; nella terza si procedeva all'uccisione mediante il meccanismo del gas, che impiegava una quindicina di minuti a fare effetto. Una volta morte venivano tradotte nei forni crematori e bruciate; le ceneri erano infine utilizzate come mangime per i pesci o concime per la terra. Questi forni crematori restavano in funzione tutto il giorno tranne la notte perché il fumo poteva essere scoperto dagli aerei bombardieri nemici.
I bambini di età inferiore ai 14 anni incontravano anche loro la morte appena arrivati nel campo. Talora accadeva che i neonati, presi alle madri, davanti ai loro occhi venivano lanciati in aria e uccisi con un colpo di pistola. Una volta morti venivano bruciati anche loro nei forni crematori come le madri.
Nel campo tutti gli uomini dovevano radunarsi alle quattro e trenta del mattino nella piazza centrale disposti in una geometria perfetta. Tutti i compiti e i diversi ordini dovevano essere svolti in pochi minuti e rispettando il tempo prestabilito altrimenti si era malmenati o anche uccisi.

### Attività dopo la liberazione
L'11 aprile 1945 fu liberato dalle forze alleate nel campo di concentramento di Buchenwald, dove era stato trasferito dai nazisti in fuga, unico superstite della sua famiglia.
La mattina seguente al suo rientro a Firenze, decise di ritornare nella sua vecchia casa a Spinetoli per vedere cosa era rimasto dopo la sua deportazione, ritrovando però solo macerie. In condizioni di grave indigenza, fu aiutato dai cugini, unici familiari rimasti in vita perché non deportati. In seguito, riprese gli studi con l'obiettivo di diventare perito tessile per avere un diploma che gli permettesse un accesso al mondo del lavoro.
In questo periodo di difficoltà economiche, Fiano partecipò a una festa religiosa ebraica al Teatro della Pergola di Firenze dove ritrovò Rina Lattes. Rirì, pseudonimo della donna, alla quale il signor Fiano “tirava le trecce ai tempi nella scuola della comunità ebraica di Firenze frequentata al posto di quelle governative vietate dalle leggi razziali”, rappresenta per lui il ritrovamento di un affetto perduto.
I due si sposarono il 30 ottobre 1949; dopo un anno, nel 1950, nacque il primogenito Enzo, nel 1955 il secondo figlio Andrea.
L'anno seguente la famiglia si trasferì a Milano dove Fiano aveva trovato un impiego nell'industria tessile. Nel 1963 decise di iscriversi all'università Bocconi di Milano, in concomitanza con l'arrivo del terzo figlio, Emanuele. Nonostante gli impegni familiari e lavorativi, si laureò nel 1968. Diede una svolta alla sua carriera: si mise in proprio e fondò società di marketing. Di lì a poco, iniziò a portare la sua testimonianza in giro per l'Italia, soprattutto nelle scuole.
Nel 1994, con la moglie Rina Lattes Fiano, tornò per la prima volta ad Auschwitz per iniziativa della RSI (Radiotelevisione della Svizzera italiana). Da quel viaggio fu tratto il documentario: "Auschwitz, il ritorno" .
Nel 1997 fu fra i testimoni del film-documentario Memoria presentato al Festival di Berlino.
Nel 2003 pubblicò il libro A 5405. Il coraggio di vivere, nel quale raccontò la sua esperienza di deportato.
È stato uno dei consulenti di Roberto Benigni nel film La vita è bella; è apparso in numerosi programmi televisivi di divulgazione e ha preso parte a molti documentari, tra i quali Volevo solo vivere di Mimmo Calopresti, Un treno per Auschwitz di Bruno Capuana, Un giorno qualunque di Hendrick Wijmans.
Il 7 dicembre 2008 ha ricevuto l'Ambrogino d'oro, conferitogli dal Comune di Milano. Il 22 maggio 2010 a Pontremoli ha ricevuto il Premio Bancarellino, per il libro Il passato ritorna (Editrice Monti).
Massone, il 2 aprile 2011 è stato nominato Gran Maestro Onorario del Grande Oriente d'Italia durante la riunione della "Gran Loggia" a Rimini. Fiano è morto il 19 dicembre 2020, a 95 anni, in una casa di riposo milanese ed è stato sepolto nel Cimitero ebraico del Cimitero Maggiore di Milano.

### Il messaggio agli studenti
L'esperienza della deportazione gli ha provocato la perdita della famiglia e un doloroso ricordo. L'Italia e la Germania erano sottomesse al potere di Hitler, per questo motivo Fiano ritiene la democrazia, ovvero il potere del popolo, un bene irrinunciabile. Le sue speranze si rivolgono soprattutto ai giovani, portando avanti il ricordo dei fatti, della sofferenza, degli errori e dell'alienazione.
Durante il suo racconto su Auschwitz, Fiano ricollega tutte le situazioni sempre a due importanti elementi: la madre e il treno. Parlando della madre si paragona a Primo Levi il quale, sopravvissuto allo sterminio torna a Torino e sulle scale di casa trova la madre ad aspettarlo. Nedo, a differenza di Primo Levi, perse la madre fin dall'inizio, quando sorpassò i cancelli di Auschwitz. Quando arrivò la libertà, Levi era in fin di vita nella baracca dove aveva alloggiato dal primo giorno dell'internamento.

## Opere
- Nedo Fiano, A 5405. Il coraggio di vivere, 2003, Monti. ISBN 8884771129, ISBN 9788884771124
- Nedo Fiano, Il passato ritorna, 2009, Monti, ISBN 978-88-8477-167-4.
- Nedo Fiano, Berlino-Auschwitz... Berlino, 2009, Monti, ISBN 978-88-8477-181-0.
- Nedo Fiano con Goti Herskovits Bauer, Liliana Segre e Oliver Lustig, Voci dalla Shoah : testimonianze per non dimenticare, Firenze, La Nuova Italia, 1996, ISBN 978-88-221-1762-5.
- Nedo Fiano, A5405. Il coraggio di vivere, (edizione con foto a colori di Sergio Slavazza e DVD del film di Aurelio Citelli "A5405. Nedo Fiano"), 2013, Monti, ISBN 978-88-8477-254-1.